# Burlada
Burlada in castigliano e Burlata in basco, è un comune spagnolo di 17 164 abitanti situato nella comunità autonoma della Navarra, a tre chilometri dalle mura storiche di Pamplona, alla cui comunità metropolitana appartiene.